# Maredsous
Maredsous est un hameau du village de Denée, sis en bord de la Molignée. Avec Denée, il fait aujourd'hui partie de la commune d'Anhée dans la province de Namur (Région wallonne de Belgique). Ses habitants sont appelés les Maredsolien(ne)s.
Le hameau est principalement connu par le rayonnement de l'abbaye de Maredsous, située sur un plateau surplombant la Molignée, mais aussi du fait du passage de la ligne de chemin de fer 150 de Tamines à Jemelle et de la gare de Denée-Maredsous, devenus des sites de loisirs, après l'arrêt des trains, avec un RAVel et les draisines de la Molignés.

## Histoire
Le hameau de Maredsous doit son existence et son extension, à la fin du XIXe siècle, à la création de l'abbaye de Maredsous, abbaye bénédictine, fondée en 1872. Il est alors sur le territoire de la commune de Denée.
Le hameau bénéficie du passage d'une ligne des Chemins de fer de l'État belge, avec la création de la gare de Denée-Maredsous le 15 octobre 1890,.
Lors de la Première Guerre mondiale, une colonne d'ambulanciers belges faisant partie de la garnison de Namur est faite prisonnière le 24 août 1914 à l'abbaye de Maredsous par une vingtaine de hussards saxons.
La commune de Denée, avec son hameau de Maredsous, est fusionnée, le 1er janvier 1977, avec Anhée.

## Particularités

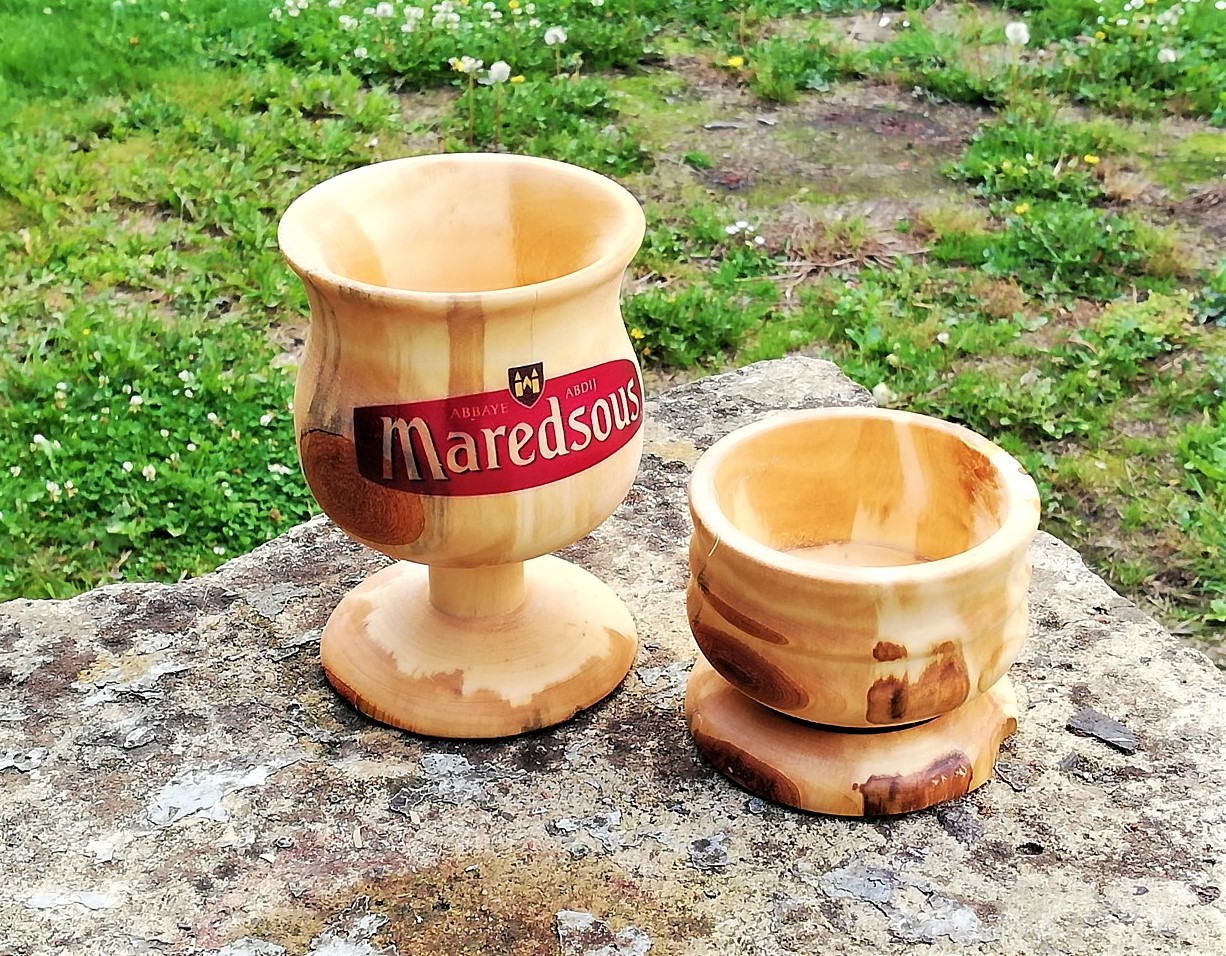
Verre à bière « Maredsous » et pot à fromage tourné en bouleau échauffé.

- Verre à bière « Maredsous » et pot à fromage tourné en bouleau échauffé.L'abbaye de Maredsous[5], abbaye bénédictine fondée en 1872. Elle a donné son nom à une célèbre traduction de la Bible, la Bible de Maredsous.
- Certains fromages de Maredsous sont réellement affinés dans la cave d'affinage du monastère après avoir été produits en France. D'autres, vendus sous la marque « Maredsous », sont fabriqués en Slovaquie[6].
- La bière dénommée « bière de Maredsous »  n’a jamais été brassée à l’abbaye[6]. Depuis 1963, elle a confié la production et la commercialisation à la brasserie Duvel, située en Région flamande[7].

Site de l'abbaye
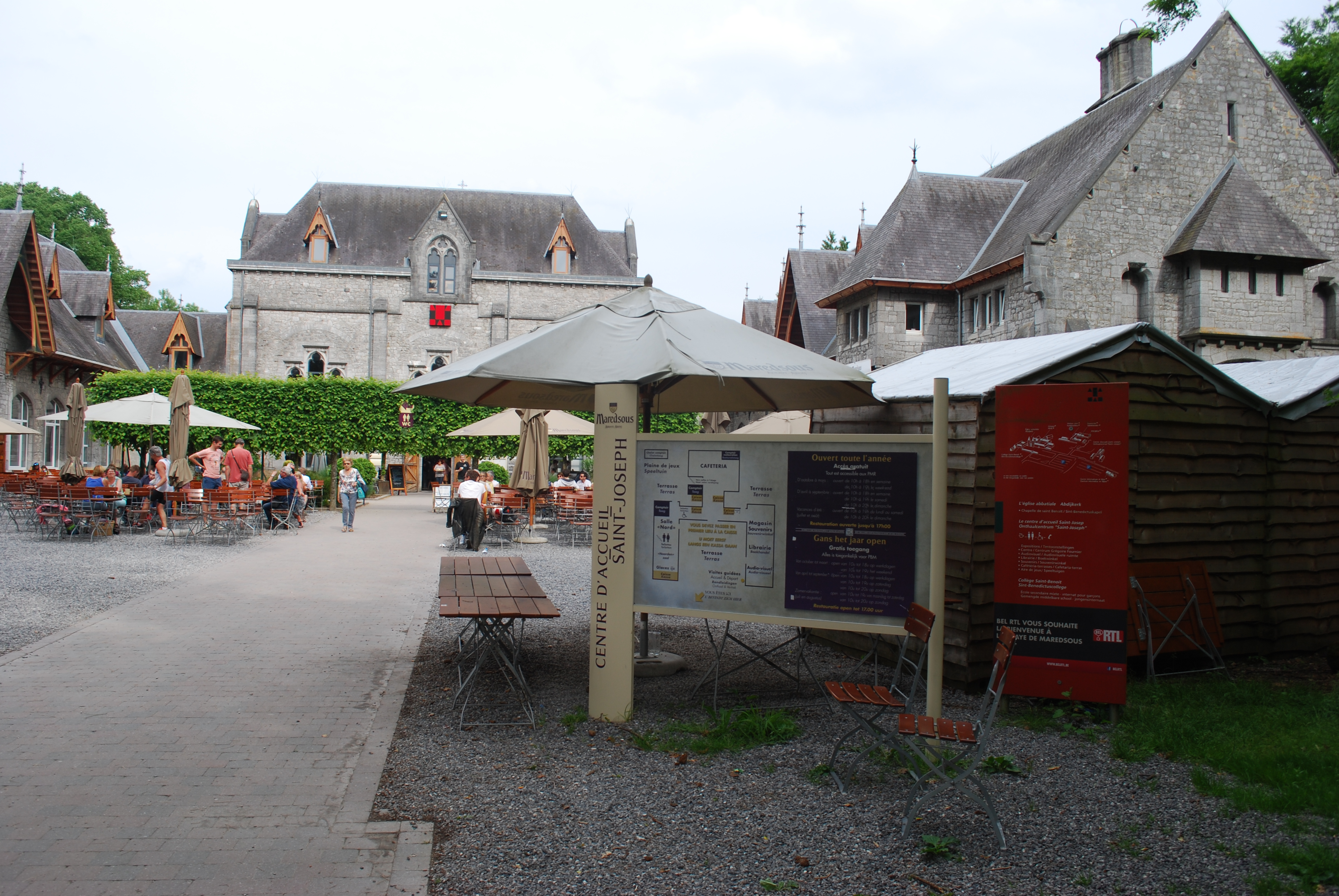
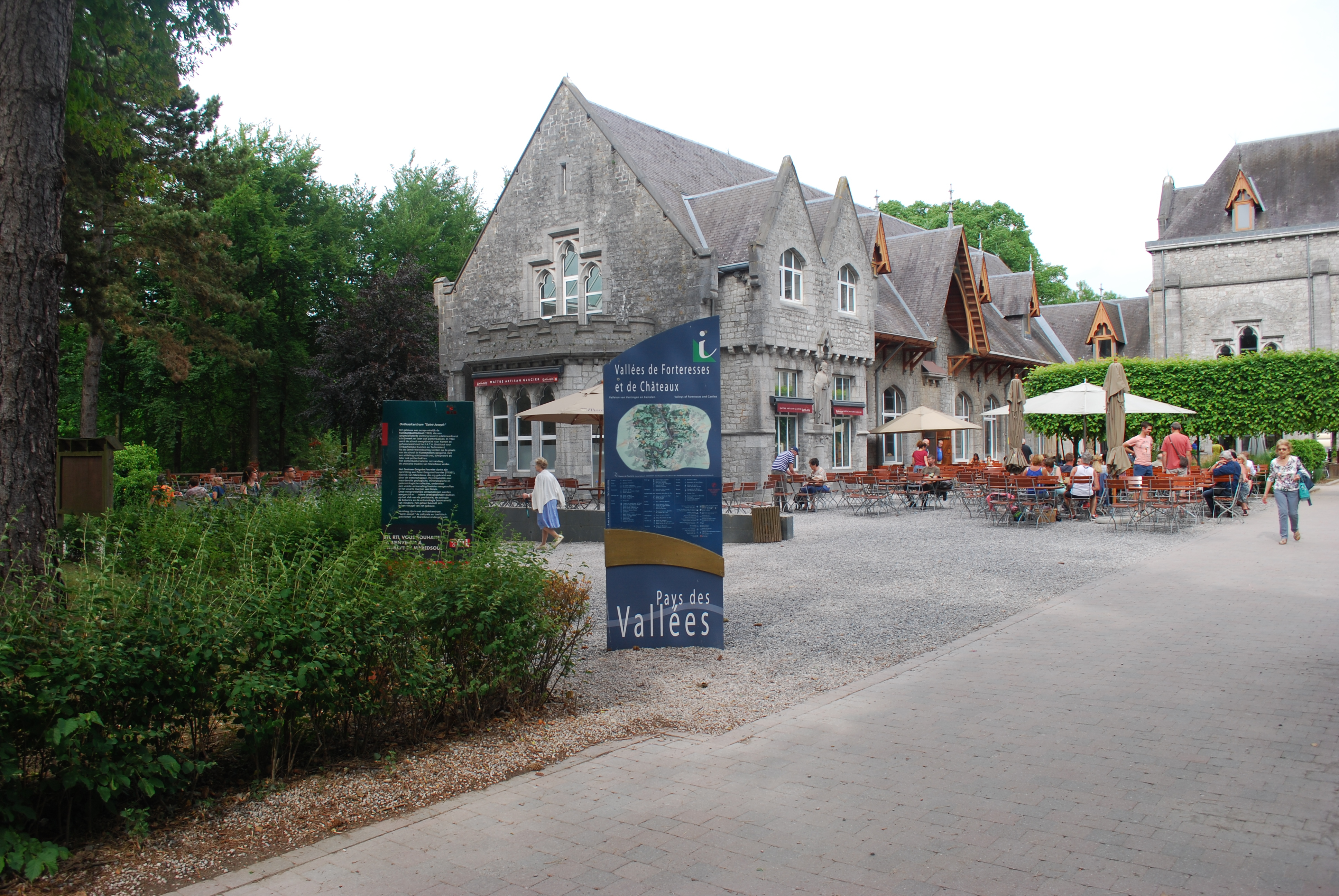

## Tourisme ferroviaire
- Les draisines de la Molignée[5] utilisant l'ancienne infrastructure ferroviaire pour descendre, depuis l'ancienne gare de Denée-Maredsous, la vallée de la Molignée jusqu'au village de Warnant, par la voie de la ligne 150 de Tamines à Jemelle dont la large plateforme permet également le passage d'un RAVeL[8].

Ancienne gare, draisine et RAVeL
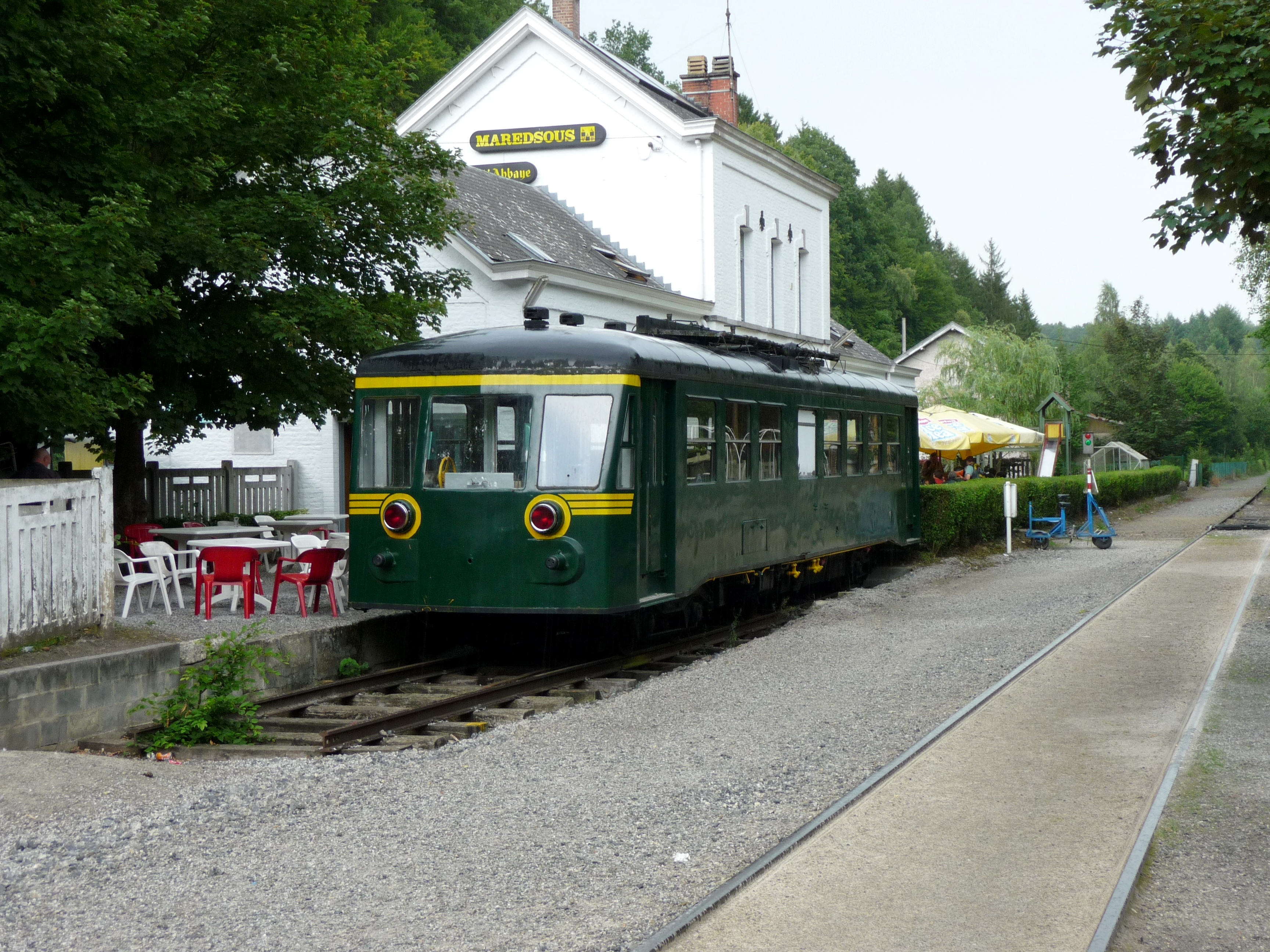
En 2009
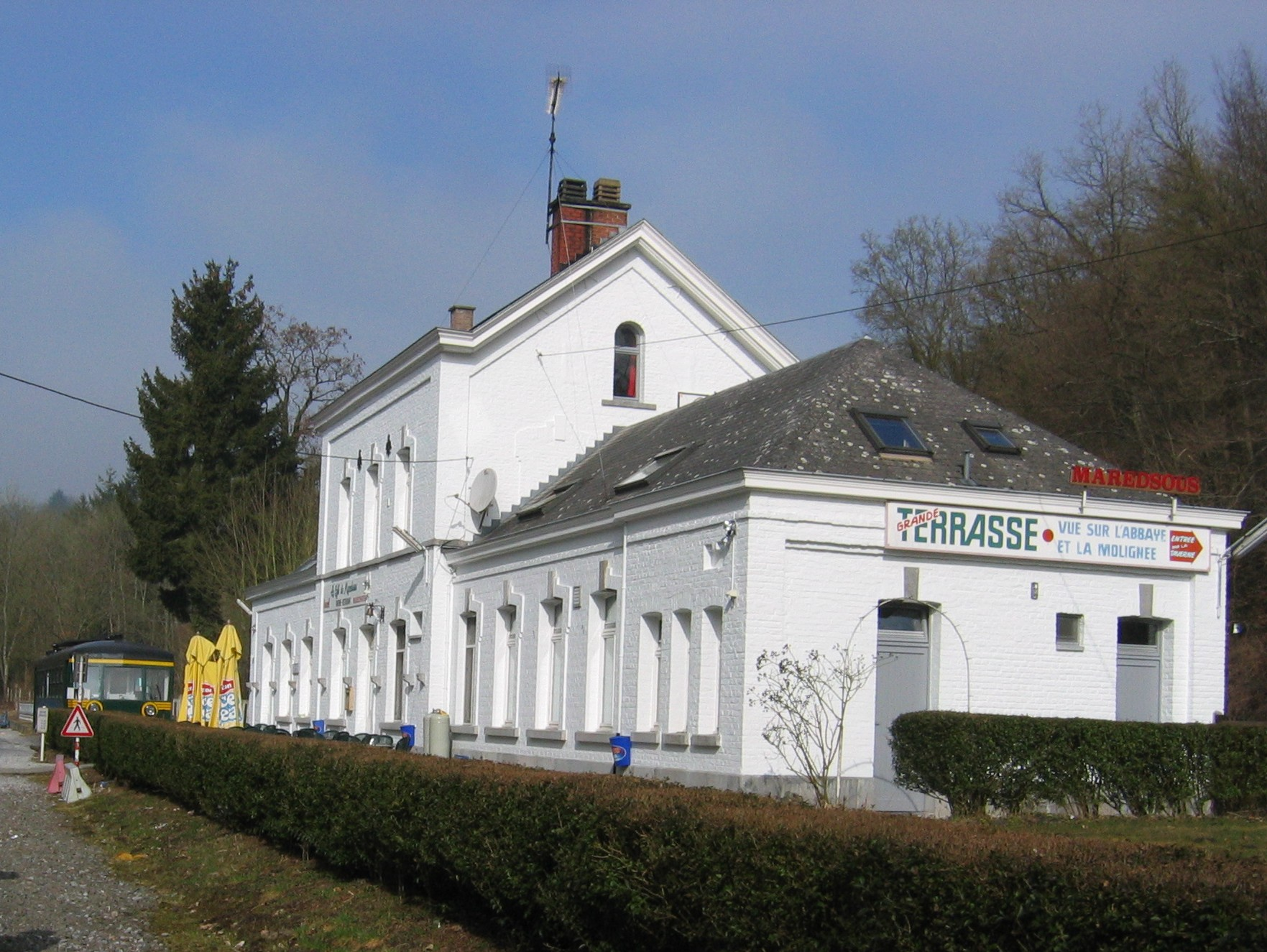
En 2006